# Thăm dò không gian

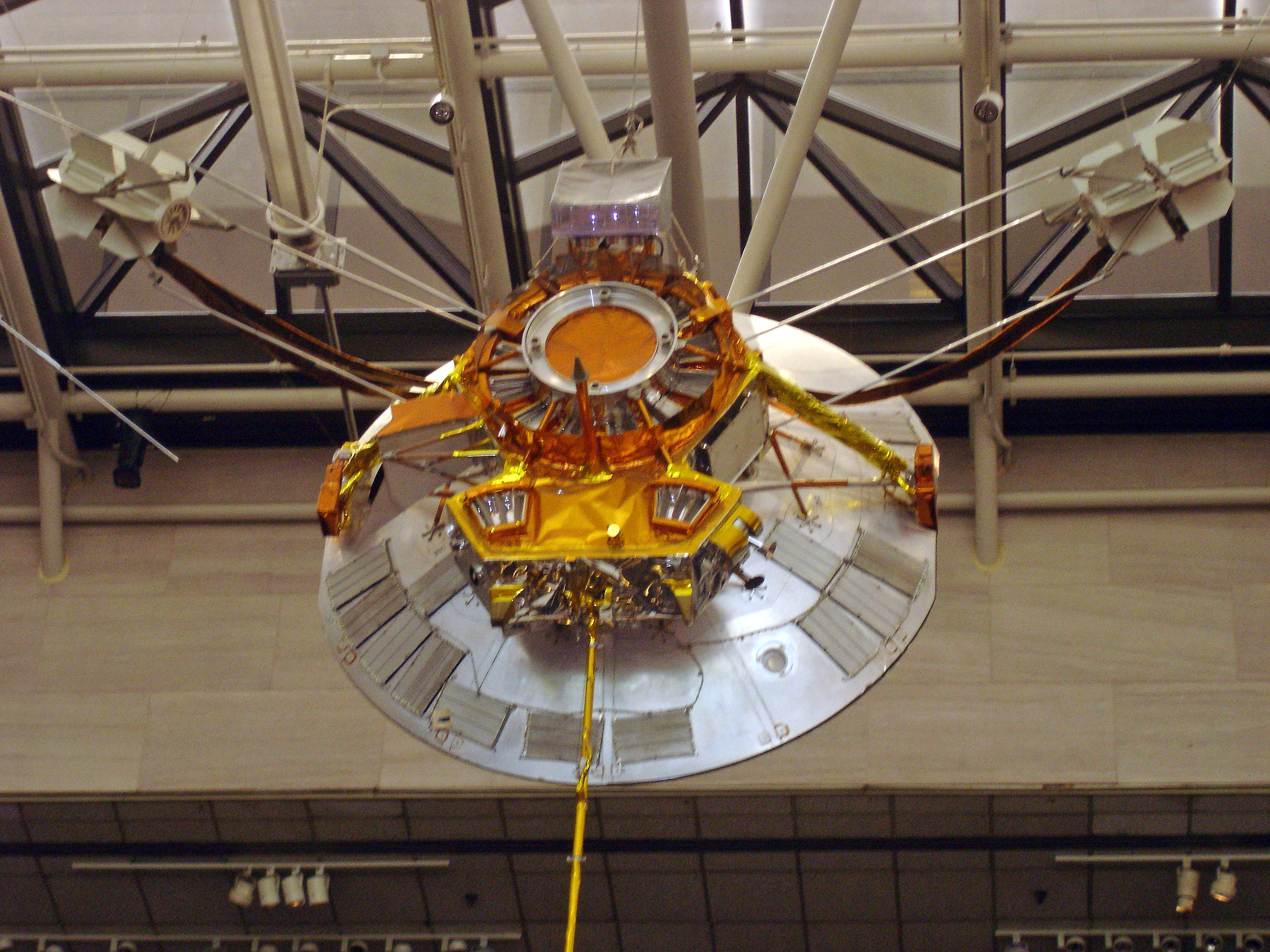
Tàu Pioneer H được trưng bày ở bảo tàng

Thăm dò không gian là phi vụ thám hiểm không gian trong đó tàu không gian robot thoát khỏi sức hút hấp dẫn của Trái Đất và tiếp cận Mặt Trăng hoặc đi vào không gian liên hành tinh hay không gian liên sao (xem Danh sách các cuộc thăm dò không gian để xem thêm các lần thăm dò còn hoạt động); các cơ quan vũ trụ như Liên Xô (nay là Nga và Ukraina), Hoa Kỳ, Liên minh châu Âu, Nhật Bản, Trung Quốc và Ấn Độ đã thực hiện một số phi vụ phóng các tàu robot đến một số hành tinh, vệ tinh tự nhiên, tiểu hành tinh và sao chổi trong Hệ Mặt Trời.

## Tags
Bản mẫu:Mobile robots
Bản mẫu:Robotics